# Roc-aux-Sorciers
Le Roc-aux-Sorciers est un abri sous roche comportant des sculptures pariétales datées du Paléolithique supérieur. Il est situé sur la commune d'Angles-sur-l'Anglin, dans la Vienne (France). Les œuvres pariétales sont plus précisément attribuées au Magdalénien récent [environ 14 000 ans avant le présent (AP)].
Le site est appelé « Roc-aux-Sorciers » en relation avec une légende locale selon laquelle les sorciers et sorcières se réunissaient en cet endroit. Le nom du lieu-dit est mentionné dans la littérature par Jacques Rougé (1904) bien avant la découverte du site archéologique.

## Le site
L'abri, ouvert au sud, est situé au pied des falaises de Douce, sur la rive droite de l'Anglin, à environ 1,5 km en aval du village. Il est composé de deux parties géologiquement distinctes : 
- en aval l'abri Bourdois[1], qui est un abri sous roche classique, à faible encorbellement ;
- en amont la cave Taillebourg[1] (anciennement cave à Lucien Jacob), plus profonde et qui correspond à un vestibule typique.

Ces deux parties sont actuellement séparées par une zone non fouillée, conservée comme réserve archéologique. Le site est classé monument Historique depuis le 18 janvier 1955. Les noms des anciens propriétaires des parcelles, à savoir madame Bourdois et monsieur Taillebourg, ont été conservés par Suzanne de Saint-Mathurin pour désigner les secteurs fouillés. Ils sont encore aujourd'hui utilisés.

## Historique
Les recherches au Roc-aux-Sorciers débutent dès 1927, date à laquelle Lucien Rousseau découvre l'occupation préhistorique et identifie la présence du Magdalénien moyen. Il commence à fouiller au devant de la cave Taillebourg et met au jour une dalle gravée sur laquelle Henri Breuil voit une représentation de mammouth. Lucien Rousseau publie ses travaux dans le Bulletin de la Société préhistorique française en 1933.
Quelques années plus tard, Suzanne de Saint-Mathurin, passionnée de préhistoire, prend connaissance de cet article et décide d'y poursuivre les fouilles, dans l'espoir d'y découvrir des plaquettes gravées semblables à celles de la grotte de la Marche (Lussac-les-Châteaux, Vienne). Aidée de son amie, la préhistorienne anglaise Dorothy Garrod, elle reprend les recherches, de manière intensive entre 1947 et 1957, puis plus sporadiquement jusqu'en 1964. Très vite, les deux femmes découvrent des blocs présentant des figurations sculptées, gravées et parfois peintes de bisons, de chevaux, de bouquetins, de félins et le portrait d'un homme. Ces blocs sont en réalité des fragments du plafond effondré de la cave Taillebourg. Seul un bison sculpté et peint est resté en place sur la voûte.
La frise sculptée in situ est découverte dès 1950. Elle est composée de bisons, de chevaux, de bouquetins, de félins, de corps de femmes, sans tête ni pieds, appelées Vénus, de visages humains.
L'étude du site reprend au début des années 1990, sous la direction de François Lévêque et Geneviève Pinçon. Elle débouche sur la première monographie du gisement en 1997. À partir de cette date, de nombreuses campagnes d'étude du mobilier archéologique issu des fouilles (conservé au musée d'Archéologie nationale à Saint-Germain-en-Laye) et d'étude de l'art pariétal in-situ se succèdent, par une équipe pluridisciplinaire sous la direction scientifique de Geneviève Pinçon.

## Datation
Le site a été occupé du Magdalénien III (dernière des trois périodes du Magdalénien inférieur) au Magdalénien VI (donc comprenant les trois périodes du Magdalénien supérieur), soit d'environ 15 000 à 12 000 ans AP. Des datations par le carbone 14 ont été effectuées pour l'abri Bourdois :
- couche D (os brulés), Magdalénien III : 12210 av. J.-C. ± 80 ans ;
- couche B4, Magdalénien V : 8890 av. J.-C. ± 120 ans[Quoi ?] ;
- couches B2 et B3, Magdalénien VI : 9315 av. J.-C. ± 130 ans[Quoi ?][6], déposé à partir du Dryas ancien, avant l'oscillation de Bölling[7].

Les fouilles ont mis en évidence une occupation humaine du Magdalénien récent associée à l'art pariétal. Les couches archéologiques ont livré des foyers au pied des sculptures ainsi qu'un matériel riche, composé d'art mobilier, de parures, de lampes, d'outils en silex, en os, en bois de cervidé et en ivoire. Les couches archéologiques du Magdalénien moyen (RSF, RSE, RSD, RSC) ont été scellées par l'effondrement du plafond de l'abri. Postérieures à cet effondrement, des occupations attribuables au Magdalénien supérieur (couches RSB5, RSB4, RSB3, RSB2 et RSB1) ont été mises en évidence.

## La frise sculptée de l'abri Bourdois
La frise sculptée est exceptionnelle par la maitrise technique dont ont fait preuve les sculpteurs préhistoriques, mais aussi par la qualité des œuvres, le rendu des détails anatomiques, la puissance qui s’en dégage, notamment grâce aux volumes intelligemment mis en valeur par le jeu des lumières. Les figures, animalières ou humaines, sont très réalistes. Ces dernières, très rares dans l’art paléolithique, renforcent le côté unique du site. La frise présente un art monumental sculpté, mais aussi un art plus discret sous forme de gravures fines présentes dans la partie basse de la paroi. Quelques traces ponctuelles de peinture rouge et noire sont également visibles. 
La frise, conservée sur une vingtaine de mètres, consacre un art monumental impressionnant. La présence de nombreuses figures gravées très finement montre aussi que l'expression graphique pouvait être intime, cachée.
Cette frise révèle aussi le lien que pouvait avoir l'habitat avec l'art au Magdalénien. Au contraire des grottes profondes telles que Les Combarelles ou Lascaux, les abris sous roche, la plupart du temps sculptés, présentent la particularité d'associer art et habitat. Les groupes magdaléniens n'habitaient pas les grottes. Au Roc-aux-Sorciers au contraire, la frise sculptée, gravée et peinte est associée à une importante occupation datée du Magdalénien moyen. Les foyers semblent placés à des endroits stratégiques, en rapport direct avec les œuvres sculptées (au pied des femmes et au pied des bouquetins par exemple). 
Au quotidien, les groupes vivaient donc dans cet abri sous roche au contact direct avec les œuvres pariétales, qui elles-mêmes avaient probablement un rapport direct avec leurs activités quotidiennes. Les nombreux anneaux taillés (lunules) le long d'arêtes naturelles posent aussi la question de l'utilisation possible de liens. Participant activement à l'organisation des figures, créant de véritables panneaux figuratifs, ces anneaux avaient peut-être un rôle utilitaire, mais aussi symbolique car ils sont associés à des thèmes spécifiques.
Le lien entre art et habitat est un des points les plus originaux du Roc-aux-Sorciers. Reste à comprendre la nature de l'occupation. Que venaient-ils faire au pied des falaises de l'Anglin ? Venaient-ils là dans le but décorer ces falaises, ou bien était-ce un habitat saisonnier lié à la chasse – peut-être regroupant plusieurs groupes locaux – qu'ils n'ont pas hésité à décorer ?

## Interprétations
L'art pariétal paléolithique nous est connu principalement grâce à ses manifestations dans des grottes profondes. Pour des raisons de conservation évidentes, beaucoup plus rares sont les exemples d'art en plein air ou dans des abris sous roche. Par voie de conséquence, les interprétations de cet art, et donc nos visions du Paléolithique, proviennent essentiellement de l'étude des œuvres peintes ou gravées dans les grottes inhabitées. Pourtant, il est possible que cet art ait fait partie d'un univers iconographique plus global, fruit de pratiques artistiques plus variées, exécutées en pleine lumière, sur le corps, sur des supports périssables ou mobiliers, dans le cadre de l'habitat et de la vie quotidienne...
Les œuvres du Roc-aux-Sorciers réalisées à l'air libre, mais ayant résisté à l'effacement pendant 14 000 ans grâce à l'effondrement d'une partie de la falaise qui les surplombe, procurent une idée de ce qu'a pu être l'art du quotidien des Magdaléniens, à l'instar de l'art sur supports mobiles. Au Roc-aux-Sorciers comme dans les grottes profondes, la limitation des espèces animales représentées : bisons, chevaux, bouquetins, félins, etc. (jamais de reptiles, d'insectes ou de batraciens, contrairement à l'art sur support mobilier...) montre que le vocabulaire est bien le même dans les deux cas. Mais contrairement à l'art des grottes profondes, la peinture n'est employée ici que de manière très ponctuelle. Les œuvres sont essentiellement gravées ou sculptées de façon à jouer avec toutes conditions d'éclairement du jour et de la nuit. Elles s'inscrivent dans un rapport étroit avec l'habitat comme en témoignent les foyers retrouvés aux pieds des panneaux figuratifs, ainsi que les anneaux qui les séparent. Les nombreuses figures humaines sont de type assez réaliste, jamais déformées. Les animaux sont représentés de manière naturaliste. Certains détails anatomiques (yeux, mouvement apparent des chevaux, sexe des femmes) sont au contraire stylisés. 
Il est possible que cet art exécuté en pleine lumière constitue une tendance, pour l'instant circonscrite dans une zone localisée (le sud-ouest français), qui s'inscrit dans un paysage artistique bien plus global que celui donné uniquement par l'art des grottes profondes. L'étude globale des sites artistiques, ainsi qu'une meilleure compréhension des rapports entre l'art sur supports mobiliers, l'art pariétal à la lumière du jour et l'art des grottes, pourra permettre de renouveler notre vision des sociétés humaines d'alors. Cette piste de recherche est poursuivie depuis les années 1970-80 par des préhistoriens tels Randall White, Margaret Conkey, etc.
Jean-Pierre Duhard a étudié la totalité des figures féminines paléolithiques françaises et conclut au réalisme physiologique de ces images. Il considère que les figures de la frise de l'abri Bourdois illustrent différents états de la femme (gravide ou non, notamment) et conclut à des sujets d'adiposité normale, à l'encontre des idées reçues de femmes obèses, fessues et mamelues. Pour l'archéologue Paul Bahn, l'approche physiologique, voire médicale de Duhard, pour éclairante qu’elle soit, traduit une distorsion de la réalité anthropologique qui néglige la stylisation dans l'art préhistorique.

## Travaux récents

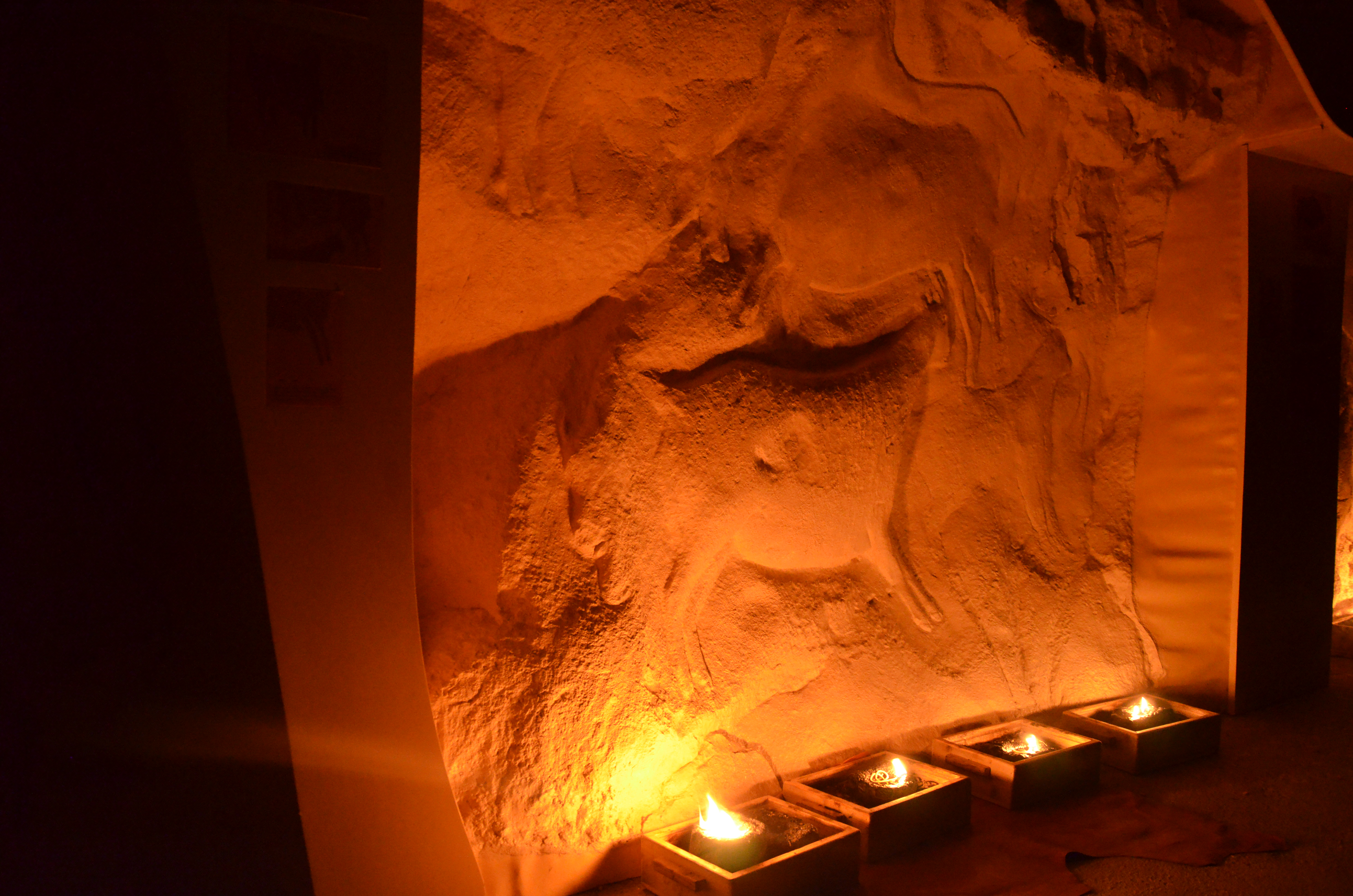
Des sculptures de bouquetins éclairés à la lampe à huile lors d'un visite commentée nocturne du centre d'interprétation.

Le décor pariétal et mobilier a été étudié sous la direction de Geneviève Pinçon. Les fragments ornés de l'abri Bourdois et de la cave Taillebourg ont été minutieusement relevés en vue de leur raccordement. Une étude géomorphologique de la vallée de l'Anglin et du site a fait l'objet d'une thèse de doctorat en 2017-2018.
La frise de l'abri Bourdois a fait l'objet d'un ouvrage présentant notamment le relevé synthétique de la frise sculptée in-situ,. Parallèlement à cette publication papier, un catalogue en ligne, Le Roc-aux-Sorciers : art et parure du Magdalénien, est consultable sur le site de la Réunion des Musées nationaux. Il présente l'état de la recherche actuelle sur le gisement ainsi que les objets archéologiques issus des fouilles de Lucien Rousseau et de Suzanne de Saint-Mathurin.
Un récent travail de doctorat a permis une mise en perspective de l'abri sous roche habité et décoré du Roc-aux-Sorciers dans une problématique de « paléo-géographie sociale et symbolique » inscrivant le site dans une territorialité dynamique. Ce travail s'inscrit dans la continuité des travaux menés par G. Pinçon sur la question des abris sous roches ornés et habités, du rapport entre vie quotidienne et le rapport à l'art.
Plusieurs articles scientifiques sont régulièrement publiés par l'équipe aussi bien dans des revues nationales qu'internationales.  

## Restitution au public
Le Roc-aux-Sorciers est fermé au public pour des raisons de conservation. Cependant, une restitution en réalité augmentée est proposée au public depuis 2008 dans le cadre du Centre d'interprétation du Roc-aux-Sorciers. Le projet se différencie sensiblement d'un fac-similé classique (de type Lascaux II) dans la mesure où il ne s'agit pas seulement de proposer une copie de l'original mais d'évoquer la variété d'interprétations et de controverses que l'art pariétal a suscité au cours de la relativement brève histoire de la science préhistorique. Le Centre d'interprétation du Roc-aux-Sorciers utilise donc les restitutions, non comme des finalités, mais comme des outils de médiation et de dialogue entre les chercheurs et le public. 
En janvier 2016, la Communauté de communes des Vals de Gartempe et Creuse – qui avait repris en régie la gestion du site en 2013 – décide la fermeture du centre en raison d'un déficit d'exploitation jugé trop important. Un collectif s'est constitué pour défendre le centre d'interprétation. Une pétition en ligne a rassemblé plus de 2250 signatures. À la suite de ces différentes initiatives, le centre ouvre à nouveau au public le 15 juillet 2016, repris par la société SAS Deltour via un bail emphytéotique de 25 ans.

## Synthèses et publications à destination du grand public
Plusieurs publications à destination du grand public concernant le Roc-aux-Sorciers ont vu le jour ces dernières années sur différents supports et presse spécialisée comme les Dossiers d'archéologie. L'ouverture en 2008 du Centre d'interprétation du Roc-aux-Sorciers a impulsé cet élan et participe toujours à porter auprès du plus grand nombre ce gisement magdalénien peu connu. Il existe un ouvrage à destination des enfants publié en 2011. 
En 2001, un ouvrage publié par Jean Airvaux fait une synthèse sur l'art paléolithique du Poitou-Charentes et ses interprétations, avec notamment un chapitre sur le Roc-aux-Sorciers. L'ouvrage publié en 2012 par Jacques Buisson-Catil et Jérôme Primault présente quant à lui, de nombreuses illustrations de la frise ainsi que des reconstitutions des modes de vie des Magdaléniens. Ces interprétations n'engagent que leurs auteurs. 
Un nouvel ouvrage publié en 2016 relate la connaissance actuelle du site par l'équipe qui l'étudie : unique au monde, l'abri-sous-roche sculpté au Roc-aux-Sorciers y est commenté par deux géologues et deux archéologues qui soulignent l'actualité de ce lieu façonné par l'Homme magdalénien il y a 15 000 ans, pour y sculpter des sujets animaliers ou humains, à destination des groupes de chasseurs cueilleurs semi-nomades.(56 pages, 70 illustrations et d'un prix très accessible).
Un site web (2013) élaboré sous la direction scientifique de Geneviève Pinçon (directrice du Centre national de Préhistoire, membre permanent de l' UMR TRACES), en association avec Camille Bourdier (maître de conférences à l'université de Toulouse Jean-Jaurès), Oscar Fuentes et Aurélie Abgrall, contribue à la valorisation des recherches actuelles sur la sculpture et offre au grand public quatre visites virtuelles, élaborées à partir de numérisation 3D, des quatre abris sculptés les plus remarquables découverts en France : le Roc-aux-Sorciers à Angles-sur-l’Anglin (Vienne), la Chaire-à-Calvin à Mouthiers-sur-Boëme (Charente), Reverdit à Sergeac (Dordogne), Cap Blanc à Marquay (Dordogne).

## Galerie

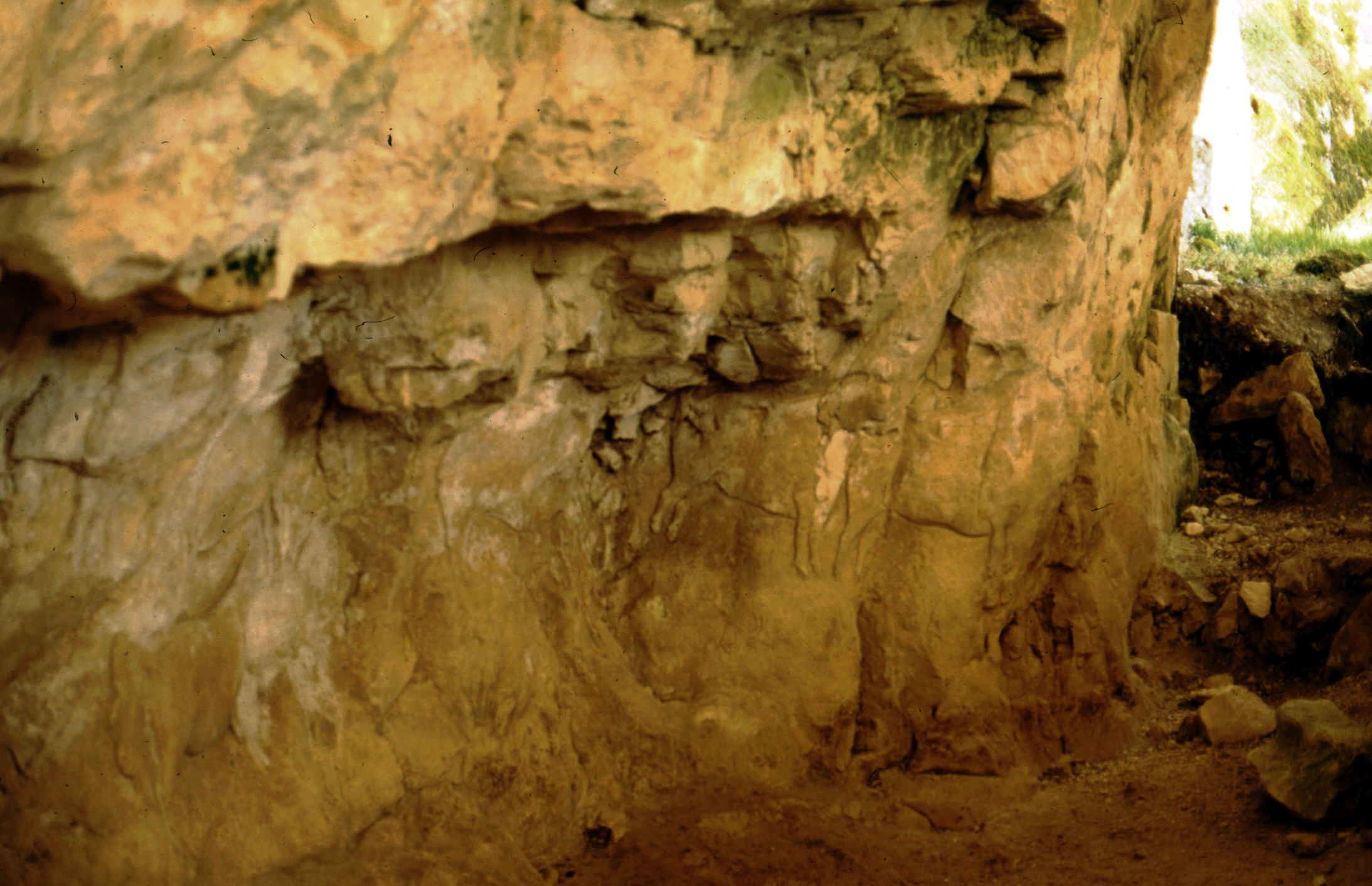
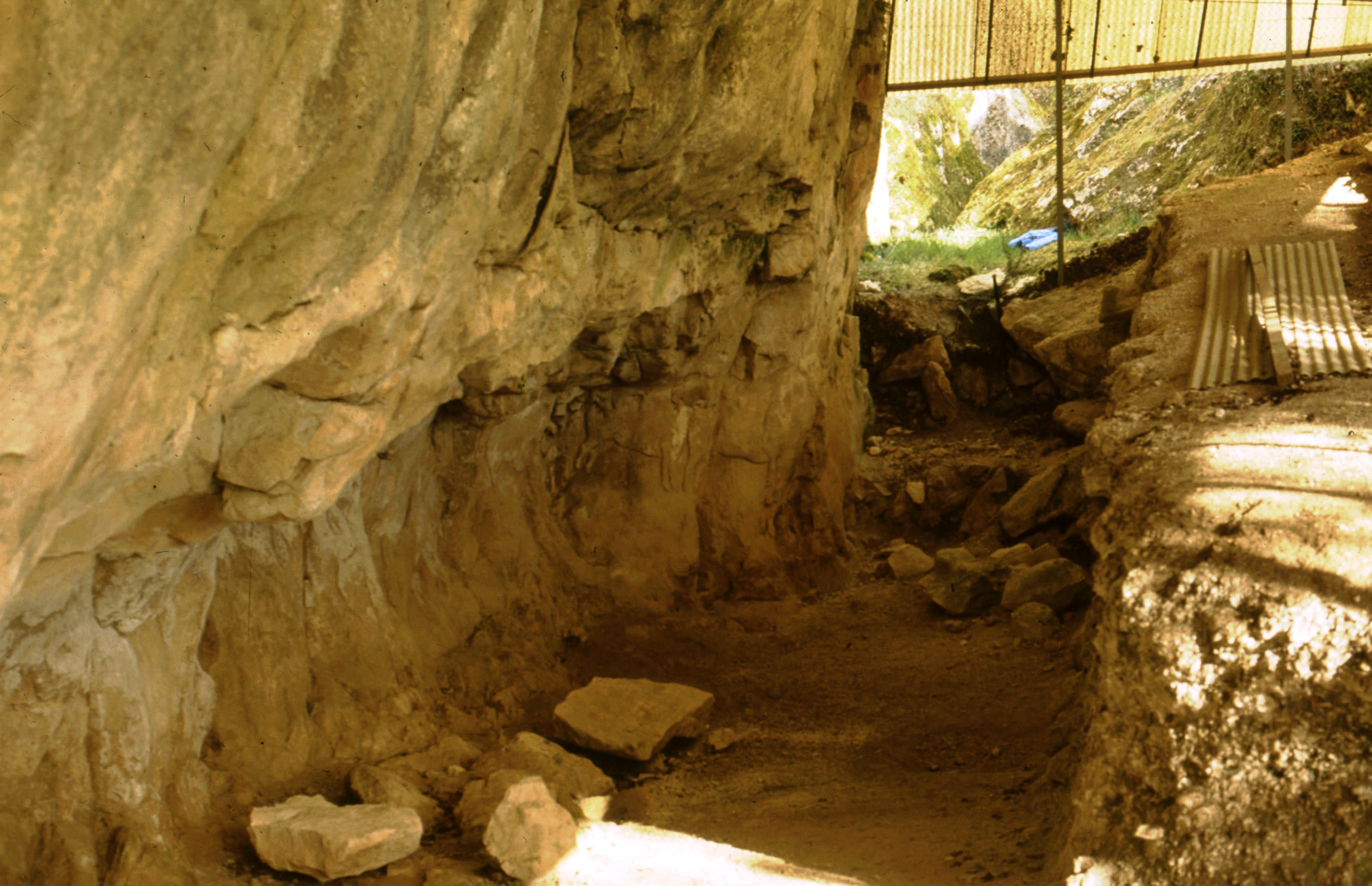
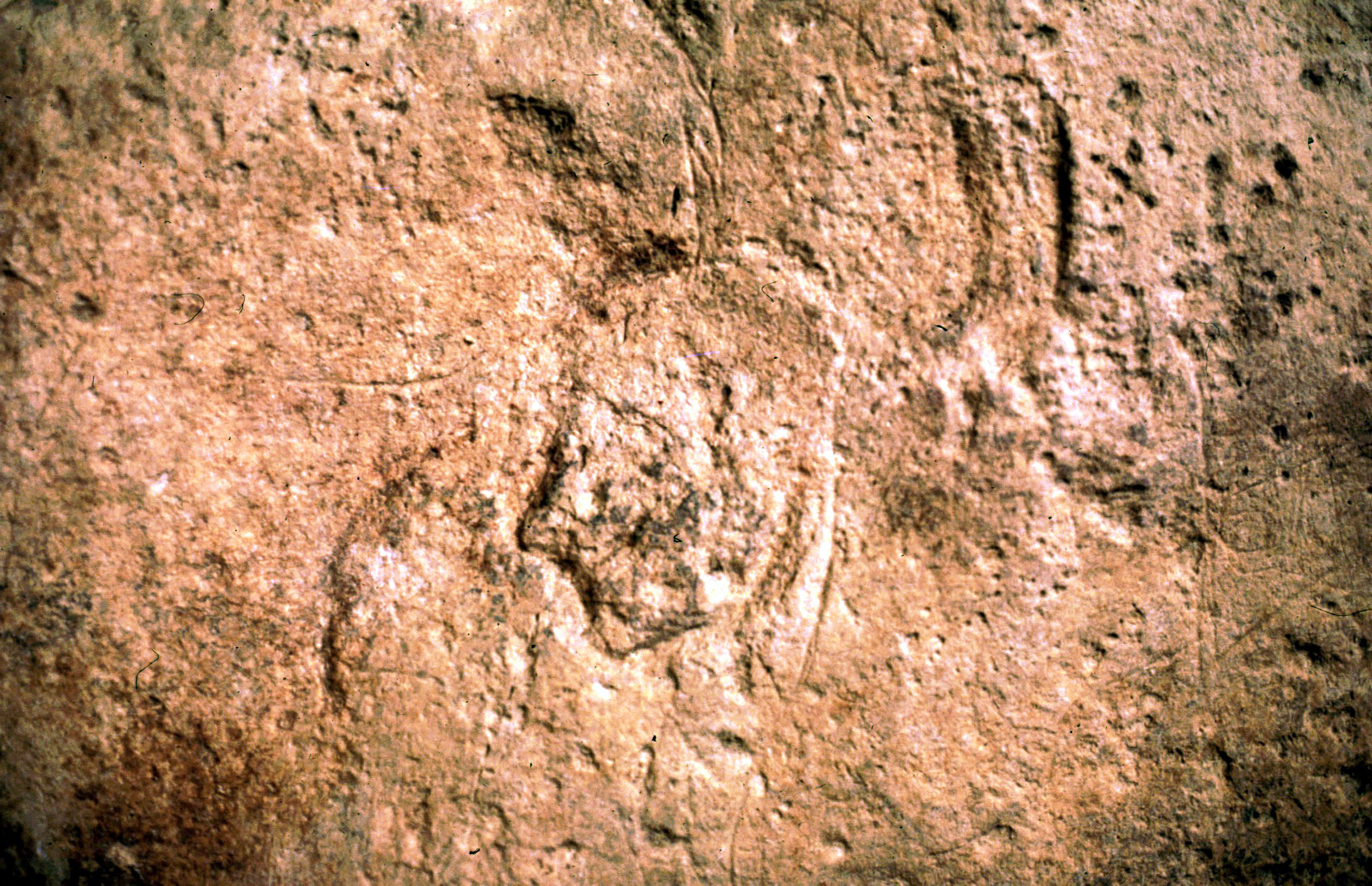
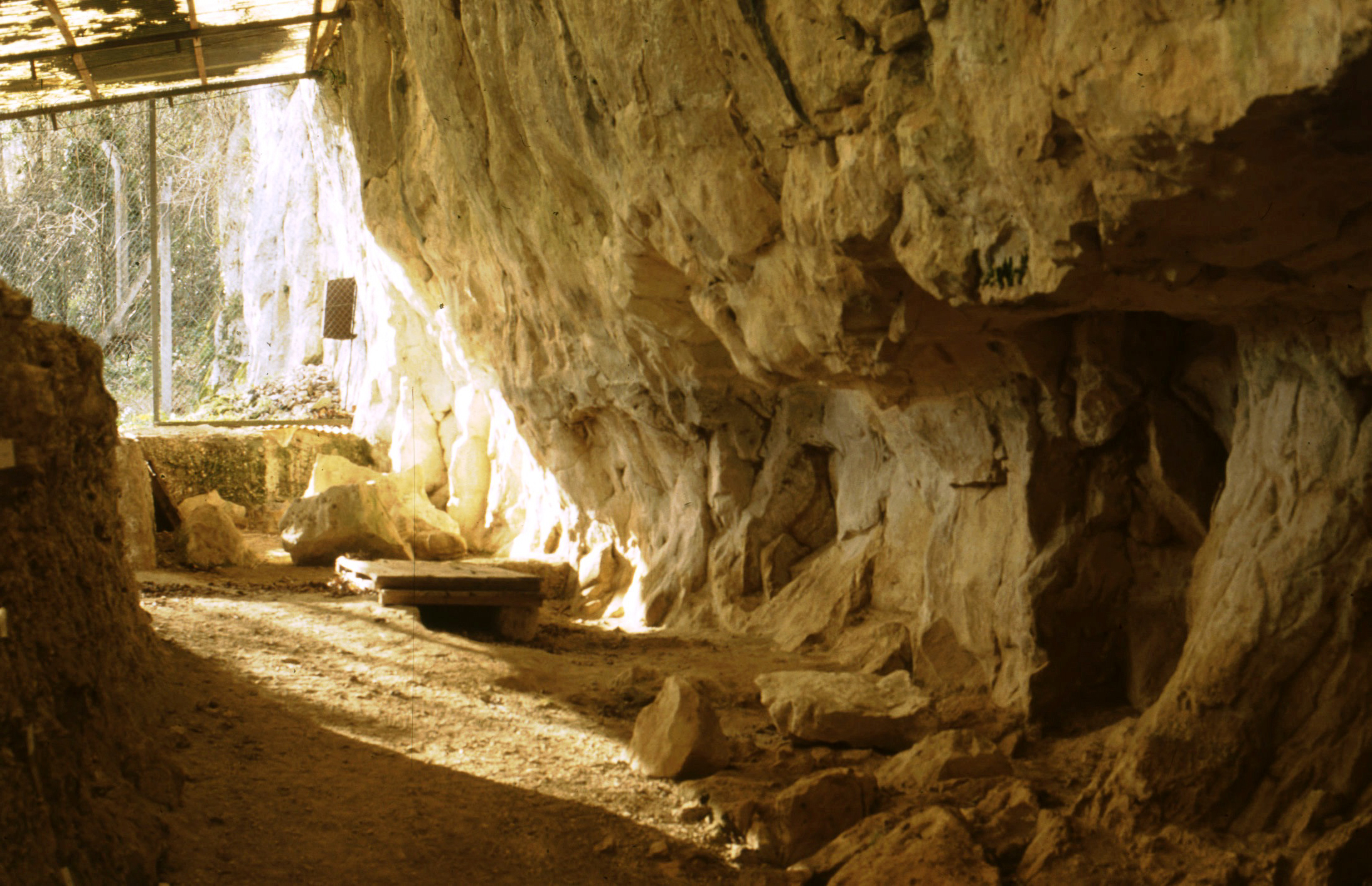

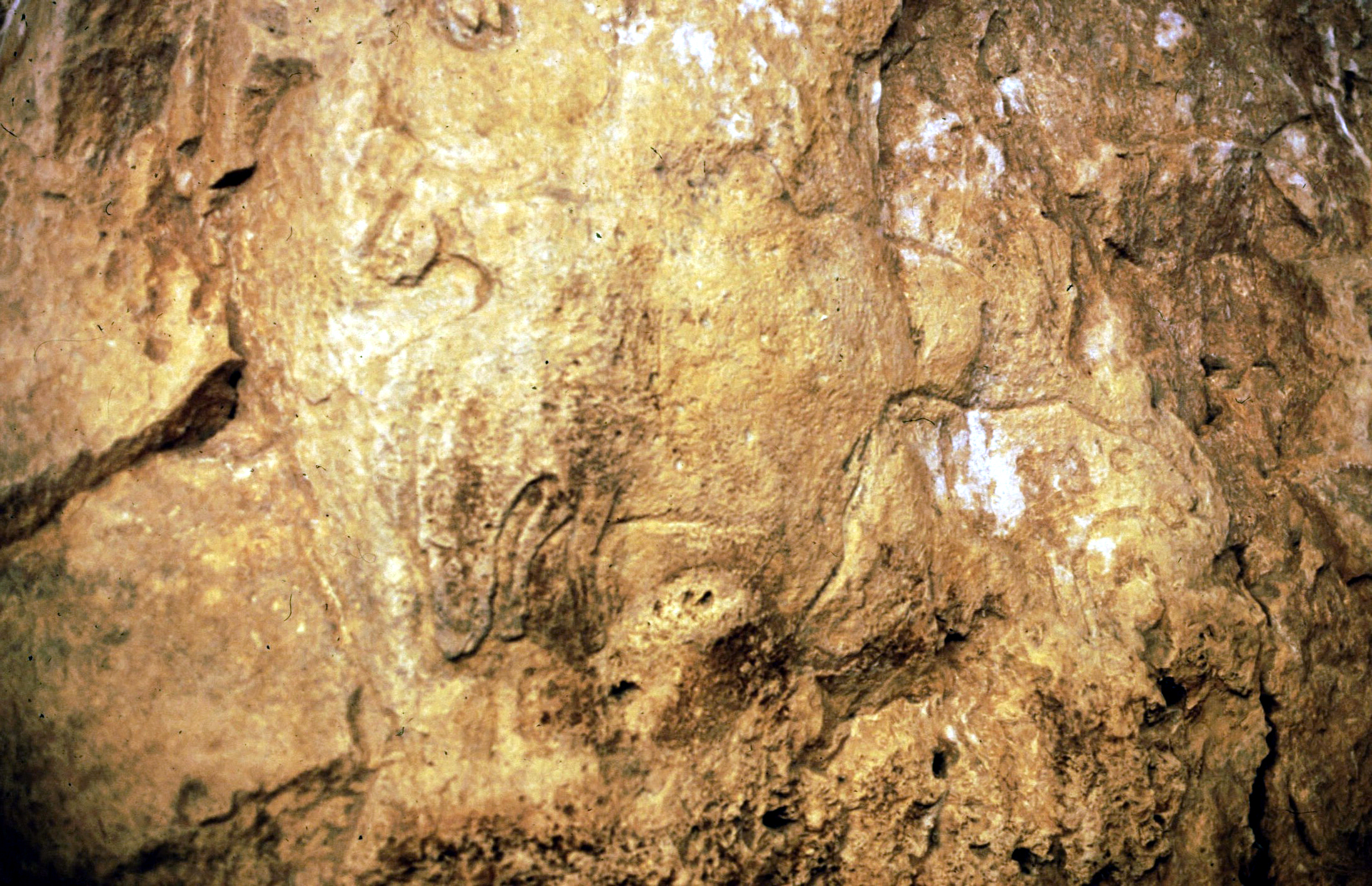
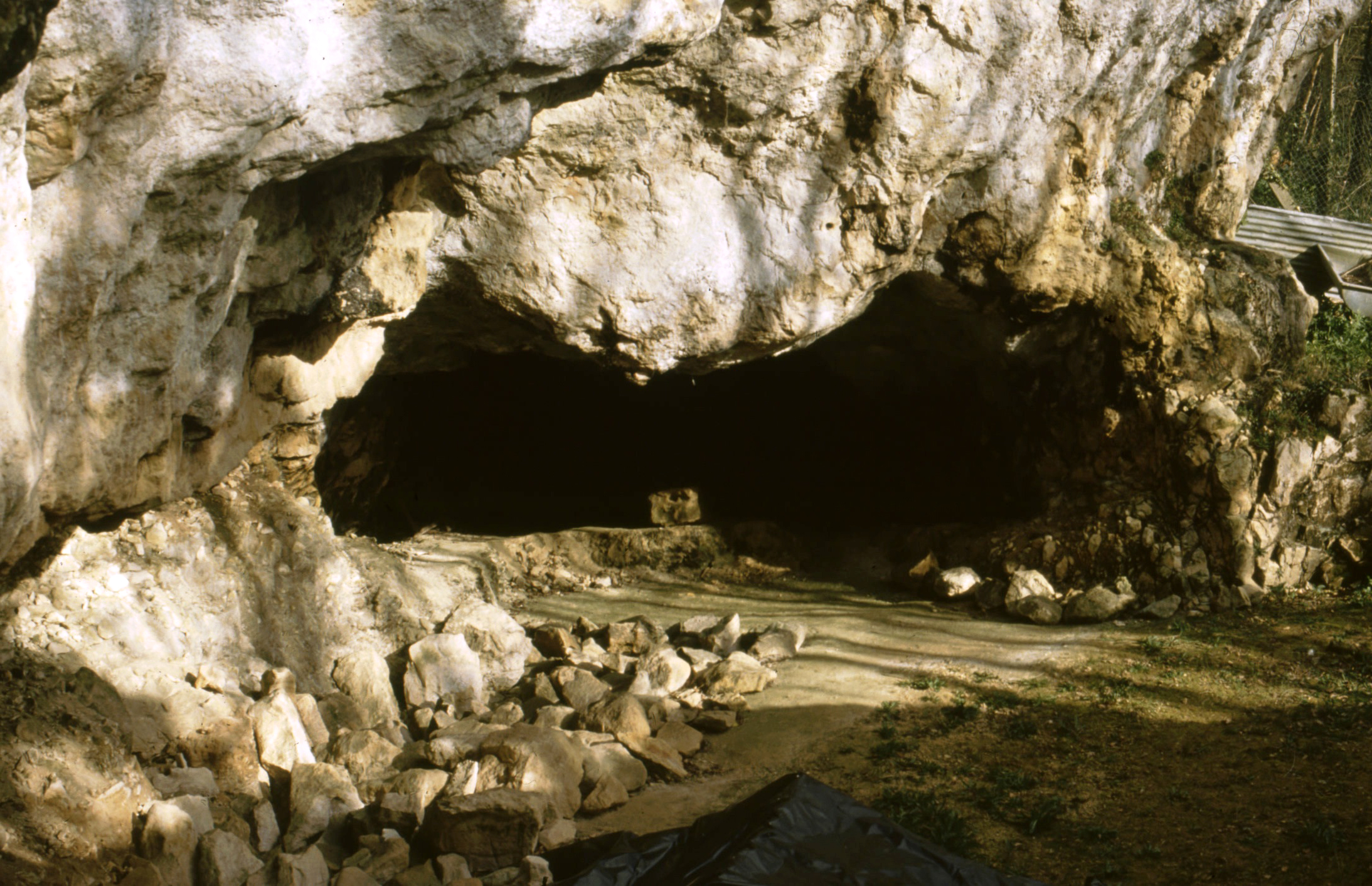
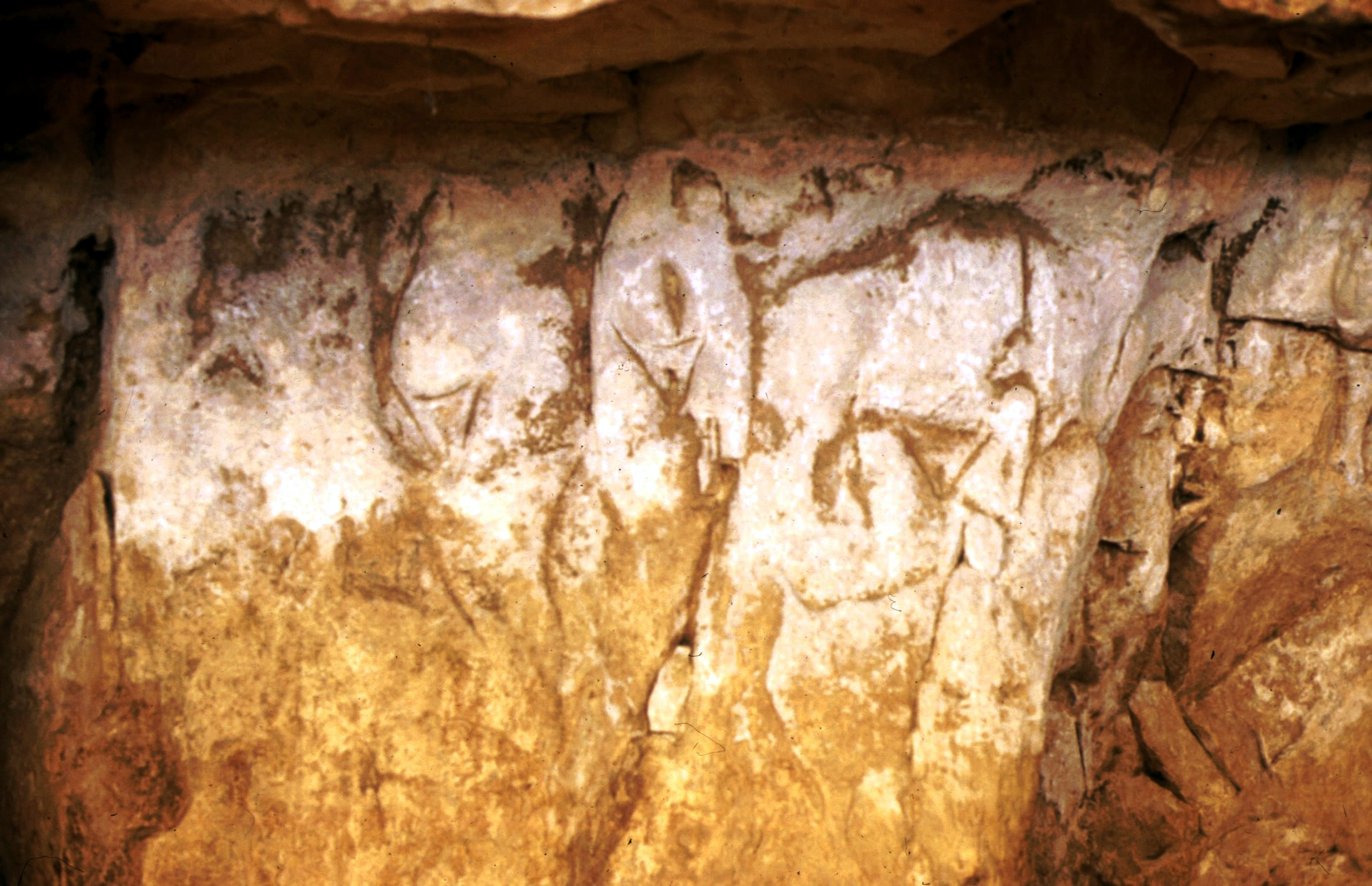